# Jelizawieta Gorst
Jelizawieta Władimirowna Gorst (ros. Елизавета Владимировна Горст, ur. 19 czerwca 1981 w Moskwie) – rosyjska szablistka, złota medalistka mistrzostw świata.
W 2001 roku zdobyła drużynowo srebrny medal na mistrzostwach świata juniorów w Gdańsku.
Podczas mistrzostw świata w Nîmes w 2001 roku Rosjanki w składzie: Jelena Nieczajewa, Natalja Makiejewa, Irina Bażenowa i Jelizawieta Gorst zdobyły złoty medal w zawodach drużynowych. W tej samej konkurencji była też między innymi piąta na mistrzostwach świata w Budapeszcie rok wcześniej.
Ponadto zdobyła złote medale drużynowo na mistrzostwach Europy w Funchal w 2000 roku i mistrzostwach Europy w Moskwie w 2002 roku.
Nigdy nie wzięła udziału w igrzyskach olimpijskich.
Po zakończeniu kariery została trenerką.